# Conjunto no medible
En matemáticas, un conjunto no medible es un conjunto al que no se puede asignar un "tamaño" con significado. La existencia matemática de tales conjuntos se interpreta para dar información de las nociones de longitud, área y volumen en teoría de conjuntos formal.
La noción de un conjunto no medible ha sido fuente de gran controversia desde su introducción. Históricamente, esto llevó a Borel y Kolmogórov a formular la teoría de probabilidad en conjuntos limitados a ser medibles. Los conjuntos medibles sobre la recta son uniones e intersecciones iteradas de intervalos (llamados conjuntos de Borel) más-menos conjuntos de medida nula. Estos conjuntos son lo bastante amplios para incluir toda definición concebible de un conjunto que se use en matemática estándar, pero se requiere mucho formalismo para probar que un conjunto es medible.
En 1970, Solovay construyó el modelo de Solovay, que demuestra que es consistente con la teoría de conjuntos estándar, excluyendo el axioma de elección, que todos los subconjuntos de los reales sean medibles.

## Construcciones históricas
El primer indicio de que podría existir un problema definiendo la longitud de un conjunto arbitrario fue el teorema de Vitali.
Cuando se forma la unión de dos conjuntos disjuntos, se esperaría que la medida del resultado fuera la suma de la medida de los dos conjuntos. Una medida con esta propiedad natural se llama finitamente aditiva. Mientras que una medida finitamente aditiva es suficiente para la mayor parte de la intuición de área, y es análoga a la integración de Riemann, se considera insuficiente para la probabilidad, ya que los tratamientos modernos convencionales de sucesiones de eventos o variables aleatorias precisan de aditividad numerable.
En este sentido, el plano es similar a la recta; existe una medida finitamente aditiva, extensión de la medida de Lebesgue, que es invariante bajo cualquier isometría. Al aumentar la dimensión, se vuelve peor. La paradoja de Hausdorff y la paradoja de Banach-Tarski demuestran que al tomar una bola tridimensional de radio 1 y dividirla en 5 partes, al moverlas y rotarlas se pueden obtener dos bolas de radio 1. Obviamente esta construcción no tiene significado en el mundo físico. En 1989, A. K. Dewdney publicó una carta de su amigo Arlo Lipof en la revista Scientific American donde describe una operación subterránea "en un país sudamericano" de duplicar bolas de oro usando la paradoja de Banach-Tarski. Naturalmente, era una broma y "Arlo Lipof" es un anagrama de "April Fool".

## Ejemplo
Considérese S, el conjunto de todos los puntos sobre la circunferencia unidad, y la acción sobre S de un grupo G, consistente en todas las rotaciones racionales
(rotaciones en ángulos que sean múltiplos racionales de π). G es numerable (más específicamente, G es isomorfo a {\displaystyle \mathbb {Q} /\mathbb {Z} }) mientras que S es no numerable. Por tanto, S se divide en una cantidad no numerable de órbitas bajo G. Usando el axioma de elección, se puede elegir un único punto de cada órbita, obteniendo un subconjunto no numerable {\displaystyle X\subset S} con la propiedad de que todas sus traslaciones por G son disjuntas de X y entre sí. El conjunto de estas traslaciones forma una partición de la circunferencia en una colección numerable de conjuntos disjuntos, que son todos congruentes dos a dos (por rotaciones racionales). El conjunto X será no medible para cualquier medida de probabilidad numerablemente aditiva y rotacionalmente invariante sobre S: si X tiene medida cero, la aditividad numerable implicaría que la circunferencia completa tiene medida cero. Si X tiene medida positiva, la aditividad numerable probaría que la circunferencia tiene medida infinita.

## Definiciones consistentes de medida y probabilidad
La paradoja de Banach-Tarski demuestra que no existe ninguna forma de definir el volumen en tres dimensiones a menos que se permita una de las siguientes concesiones:
1. El volumen de un conjunto puede cambiar cuando se rota.
2. El volumen de la unión de dos conjuntos disjuntos puede ser diferente de la suma de sus volúmenes.
3. Algunos conjuntos se pueden etiquetar como "no medibles", y se necesitaría comprobar si un conjunto es "medible" antes de hablar de su volumen.
4. Los axiomas de ZFC (teoría de conjuntos de Zermelo-Fraenkel con el axioma de elección) podrían tener que alterarse.

La teoría de medida estándar toma la tercera opción. Se define una familia de conjuntos medibles, que es muy amplia, y casi cualquier conjunto definido explícitamente en la mayoría de ramas de las matemáticas estarán en esta familia. Habitualmente es muy sencillo probar que un subconjunto específico dado del plano geométrico es medible. La asunción fundamental es que una sucesión infinita numerable de conjuntos disjuntos satisface la fórmula de sumación, una propiedad llamada aditividad-σ.
En 1970, Solovay demostró que la existencia de un conjunto no medible para la medida de Lebesgue no se puede probar en el marco de la teoría de conjuntos de Zermelo-Fraenkel sin el axioma de elección, demostrando que (asumiendo la consistencia de un cardinal inaccesible) existe un modelo de ZF, llamado modelo de Solovay, en el que se cumple la elección numerable, todo conjunto es medible Lebesgue y en el que el axioma de elección completo no se cumple.
El axioma de elección es equivalente a un resultado fundamental de topología punto-conjunto, el teorema de Tíjonov, y también a la conjunción de dos resultados fundamentales de análisis funcional, el teorema de Banach-Alaoglu y el teorema de Krein-Milman. También afecta al estudio de grupos infinitos en gran medida, así como en teoría de anillos y de orden (véase el teorema del ideal primo booleano). Sin embargo, los axiomas de determinación y elección dependiente juntos son suficientes para la mayoría de resultados de teoría de la medida geométrica, teoría del potencial, series de Fourier y transformadas de Fourier, aunque haga medibles Lebesgue todos los subconjuntos de la recta real.